# 彼德拉河
彼德拉河（西班牙語：Río Piedra）是西班牙的河流，發源自托爾圖埃拉，流經瓜達拉哈拉省和薩拉戈薩省，最終注入哈隆河，河道全長66.3公里，平均流量每秒1.22立方米。